# Babygram

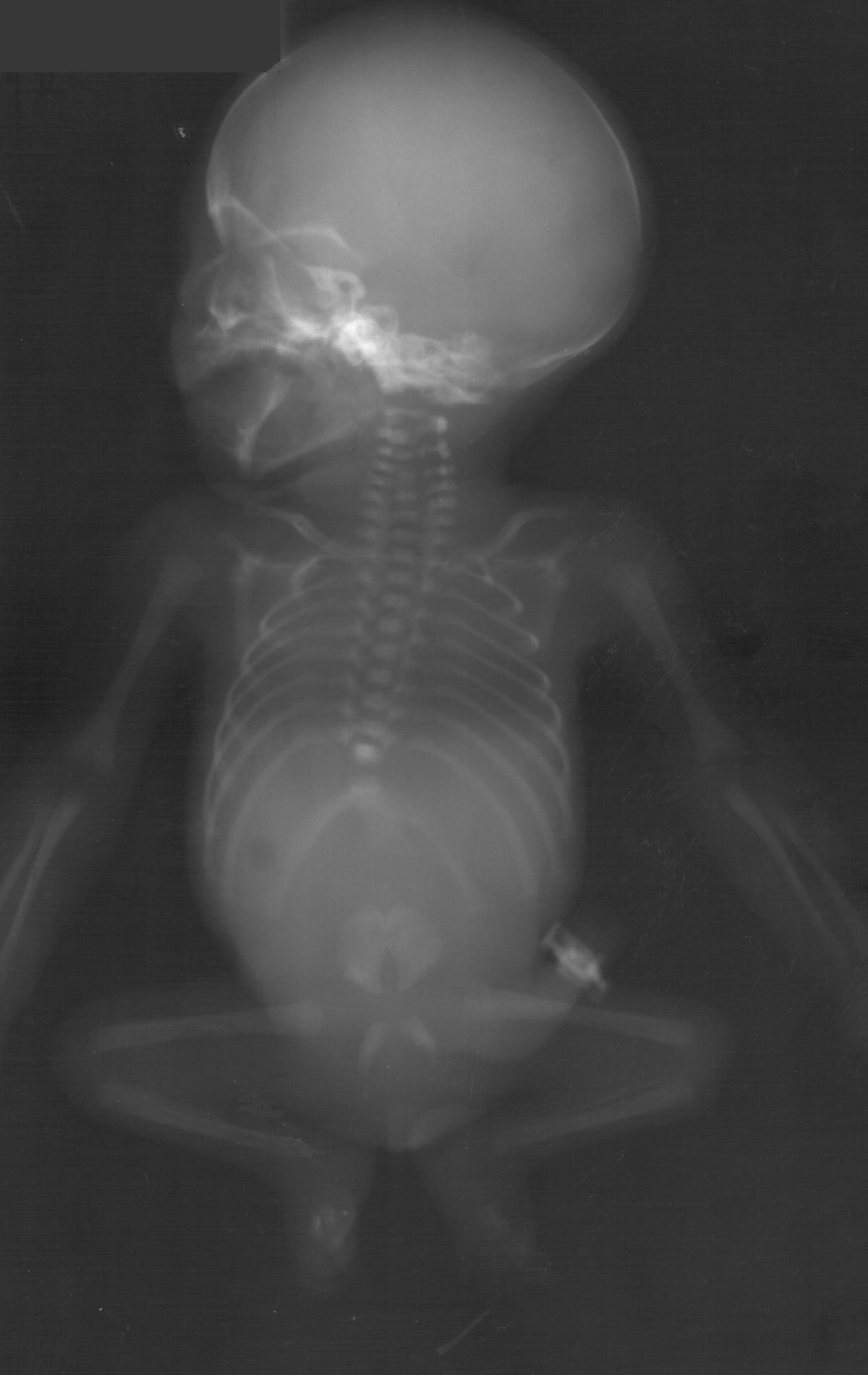
Babygram noworodka z zespołem wad wrodzonych ze spektrum zespołu regresji kaudalnej.

Babygram (ang. babygram) – zdjęcie radiologiczne całego ciała noworodka wykonywane w szczególnych przypadkach wad wrodzonych, przede wszystkim dysplazji ektodermalnych. Zdjęcie wykonywane jest w projekcji AP (tzw. projekcja przednio-tylna). Ze względu na korzyści jakie daje prawidłowe rozpoznanie niektórych wad, babygramy wykonuje się także martwym noworodkom pod kątem poradnictwa genetycznego.